# Abdulaziz al-Kuwari
Abdulaziz al-Kuwari (* 13. November 1979 in Doha) ist ein katarischer Rallyefahrer aus. Er gab sein Debüt in der Rallye-Weltmeisterschaft (WRC) bei der Rallye Griechenland 2012 und gewann dabei einen Weltmeisterschaftspunkt als Zehnter.

## Karriere
Bereits der Vater und Großvater von al-Kuwari bestritten Rallys und so kam auch Abdulazis al-Kuwari zum Rallysport. Den ersten Wettkampfeinsatz absolvierte er 2000, als er sich von Sheikh Hamad Bin Eid Al Thani, einem Mitglied der katarischen Herrscherfamilie, einen Nissan Patrol borgte und damit drei nationale Rallyes in Katar bestritt. 2003 machte al-Kuwari den nächsten Schritt und fuhr in der Middle East Rally Championship mit einem eigenen Gruppe-N Mitsubishi Lancer. Die folgenden sieben Saisons sammelte er Erfahrungen in der MERC und der katarischen Meisterschaft, letztere konnte er 2011 für sich entscheiden. Zwischen den Jahren 2012 und 2015 fuhr al-Kuwari abwechselnd in der WRC und in der WRC2. Seine besten Rangierungen waren bis anhin jeweils zehnte Ränge in Griechenland, Australien und Spanien in den Jahren 2012 und 2013. In der WRC2 wurde er 2013 Vizeweltmeister mit fünf Podesträngen, davon siegte er drei Mal.

## Einzelergebnisse

### WRC-Ergebnisse
| Jahr | Team                            | Fahrzeug                   | 1   | 2   | 3   | 4   | 5   | 6   | 7   | 8   | 9   | 10  | 11  | 12  | 13  | Punkte | Rang |
| ---- | ------------------------------- | -------------------------- | --- | --- | --- | --- | --- | --- | --- | --- | --- | --- | --- | --- | --- | ------ | ---- |
| 2012 | Seashore Qatar Rally Team       | Mini John Cooper Works WRC | MON | SWE | MEX | POR | ARG | GRE | NZL | FIN | DEU | GBR | FRA | ITA | ESP | 1      | 29   |
| 2012 | Seashore Qatar Rally Team       | Mini John Cooper Works WRC |     |     |     |     |     | 10  |     |     |     |     |     |     | 14  | 1      | 29   |
| 2013 | Seashore Qatar Rally Team       | Ford Fiesta RRC            | MON | SWE | MEX | POR | ARG | GRE | ITA | FIN | DEU | AUS | FRA | ESP | GBR | 2      | 28   |
| 2013 | Seashore Qatar Rally Team       | Ford Fiesta RRC            |     |     | 12  | 16  | 13  | 13  | 11  |     |     | 10  |     |     | WD  | 2      | 28   |
| 2013 | Seashore Qatar Rally Team       | Ford Fiesta RS WRC         |     |     |     |     |     |     |     |     |     |     |     |     |     | 2      | 28   |
| 2013 | Seashore Qatar Rally Team       |                            |     |     |     |     |     |     |     |     | 10  |     |     |     |     | 2      | 28   |
| 2014 | Puma Rally Team                 | Ford Fiesta RRC            | MON | SWE | MEX | POR | ARG | ITA | POL | FIN | DEU | AUS | FRA | ESP | GBR | 0      | -    |
| 2014 | Puma Rally Team                 | Ford Fiesta RRC            |     |     |     | 17  | 14  | DNF |     |     |     |     |     |     |     | 0      | -    |
| 2015 | Youth & Sports Qatar Rally Team | Ford Fiesta RRC            | MON | SWE | MEX | ARG | POR | ITA | POL | FIN | DEU | AUS | FRA | ESP | GBR | 6      | 17   |
| 2015 | Youth & Sports Qatar Rally Team | Ford Fiesta RRC            |     |     | 11  | 7   | 16  | 11  |     |     |     | 12  |     | 23  | 16  | 6      | 17   |

### WRC2-Ergebnisse
| Jahr | Team                            | Fahrzeug        | 1   | 2   | 3   | 4   | 5   | 6   | 7   | 8   | 9   | 10  | 11  | 12  | 13  | Punkte | Rang |
| ---- | ------------------------------- | --------------- | --- | --- | --- | --- | --- | --- | --- | --- | --- | --- | --- | --- | --- | ------ | ---- |
| 2013 | Seashore Qatar Rally Team       | Ford Fiesta RRC | MON | SWE | MEX | POR | ARG | GRE | ITA | FIN | DEU | AUS | FRA | ESP | GBR | 118    | 2    |
| 2013 | Seashore Qatar Rally Team       | Ford Fiesta RRC |     |     | 1   | 5   | 1   | 3   | 2   |     |     | 1   |     |     | WD  | 118    | 2    |
| 2014 | Puma Rally Team                 | Ford Fiesta RRC | MON | SWE | MEX | POR | ARG | ITA | POL | FIN | DEU | AUS | FRA | ESP | GBR | 16     | 20   |
| 2014 | Puma Rally Team                 | Ford Fiesta RRC |     |     |     | 7   | 5   | DNF |     |     |     |     |     |     |     | 16     | 20   |
| 2015 | Youth & Sports Qatar Rally Team | Ford Fiesta RRC | MON | SWE | MEX | ARG | POR | ITA | POL | FIN | DEU | AUS | FRA | ESP | GBR | 91     | 2    |
| 2015 | Youth & Sports Qatar Rally Team | Ford Fiesta RRC |     |     | 4   | 1   | 6   | 4   |     |     |     | 3   |     | 8   | 4   | 91     | 2    |

| Legende  | Legende            | Legende                                                          |
| Farbe    | Abkürzung          | Bedeutung                                                        |
| -------- | ------------------ | ---------------------------------------------------------------- |
| Gold     | –                  | Sieg                                                             |
| Silber   | –                  | 2. Platz                                                         |
| Bronze   | –                  | 3. Platz                                                         |
| Grün     | –                  | Platzierung in den Punkten                                       |
| Blau     | –                  | Klassifiziert außerhalb der Punkteränge                          |
| Violett  | DNF                | Rennen nicht beendet (did not finish)                            |
| Violett  | NC                 | nicht klassifiziert (not classified)                             |
| Rot      | DNQ                | nicht qualifiziert (did not qualify)                             |
| Rot      | DNPQ               | in Vorqualifikation gescheitert (did not pre-qualify)            |
| Schwarz  | DSQ                | disqualifiziert (disqualified)                                   |
| Weiß     | DNS                | nicht am Start (did not start)                                   |
| Weiß     | WD                 | zurückgezogen (withdrawn)                                        |
| Hellblau | PO                 | nur am Training teilgenommen (practiced only)                    |
| Hellblau | TD                 | Freitags-Testfahrer (test driver)                                |
| ohne     | DNP                | nicht am Training teilgenommen (did not practice)                |
| ohne     | INJ                | verletzt oder krank (injured)                                    |
| ohne     | EX                 | ausgeschlossen (excluded)                                        |
| ohne     | DNA                | nicht erschienen (did not arrive)                                |
| ohne     | C                  | Rennen abgesagt (cancelled)                                      |
| ohne     | keine WM-Teilnahme |                                                                  |
| sonstige | P/fett             | Pole-Position                                                    |
| sonstige | 1/2/3/4/5/6/7/8    | Punktplatzierung im Sprint-/Qualifikationsrennen                 |
| sonstige | SR/kursiv          | Schnellste Rennrunde                                             |
| sonstige | *                  | nicht im Ziel, aufgrund der zurückgelegten Distanz aber gewertet |
| sonstige | ()                 | Streichresultate                                                 |
| sonstige | unterstrichen      | Führender in der Gesamtwertung                                   |